# Nabu-szumu-libur
Nabu-szumu-libur (akad. Nabû-šumu-libūr, tłum. „Boże Nabu, niechaj syn pozostaje w dobrym zdrowiu”) – jedenasty i ostatni król Babilonii z II dynastii z Isin, następca Marduk-zer-...; według Babilońskiej listy królów A panować miał przez 8 lat. Jego rządy datowane są na lata 1033-1026 p.n.e.
Panował w czasie, gdy Babilonia była bardzo poważnie osłabiona najazdami Aramejczyków. O jego rządach wiadomo bardzo niewiele, gdyż poza późniejszymi listami królów wzmiankowany jest on tylko w kilku tekstach. W Pałacu Północno-zachodnim w Kalchu odnaleziono kamienny odważnik w kształcie kaczki z inskrypcją wymieniającą jego imię i tytuł „król świata” (šar kiššati). Znany jest też tekst datowany na pierwszy rok jego panowania, pochodzący z Kar-Belet-ilani koło Nippur, który poświadcza nabycie ziemi przez zarządcę (šandabakku) Nippur od człowieka, którego zarządca ten wykupił wcześniej z niewoli. Wreszcie w Kronice religijnej, w jej bardzo uszkodzonym fragmencie, wzmiankowane są dziwne znaki i zjawiska obserwowane w Babilonii za jego rządów.